# Уся

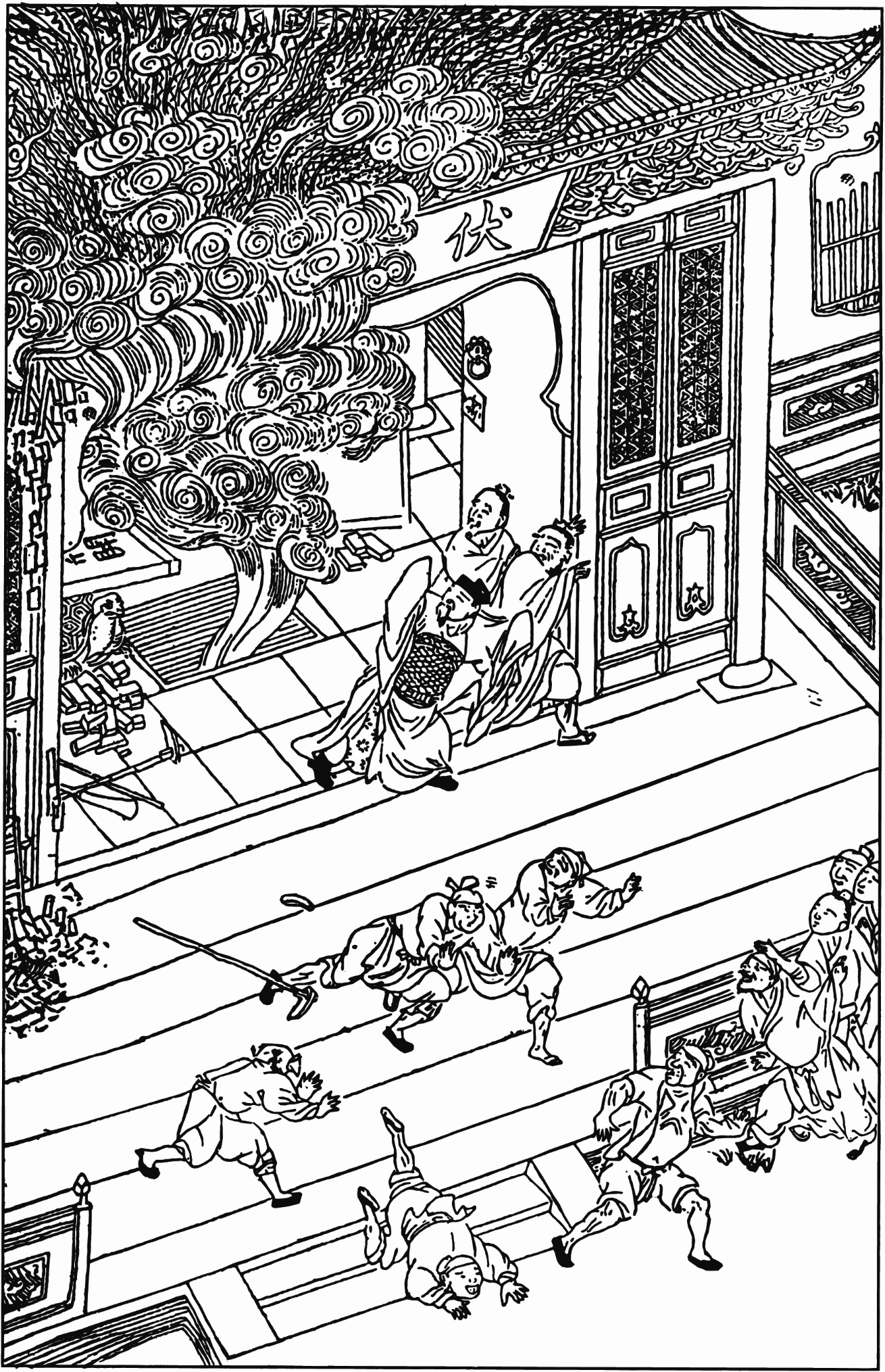
Старовинна ілюстрація до роману «Річкові затони»

Уся (під впливом латинської графіки (wuxia) також вуся; кит. 武侠, пін. wǔxiá [ù.ɕjǎ], «уся») — пригодницький жанр китайського фентезі (література, телебачення, кінематограф) з багатою демонстрацією східних єдиноборств. Уся в кіно являє собою насичений фантастичними елементами різновид фільму з бойовими мистецтвами. Персонажі мають миттєву швидкість реакції та надзвичайні фізичні дані.

## Назва
Назва терміну «уся» походить від поєднання слів ушу («бойове мистецтво») та сяке («лицар»; кит. 俠客, пін. xiákè).

## Історія жанру
Одним з перших творів у жанрі уся була танська новела «Куньлуньський раб» (кит.: 崑崙奴; автор Пей Сін, кит. 裴铏, пін. Pei Xing, 825–880), що оповідає про чорношкірого невільника, який завдяки чудовій навичці стрибати з даху на дах і підійматися по гладких стінах будинків (цінгун), рятує з мандаринського гарему подругу свого господаря. До жанру уся можна віднести і знаменитий середньовічний роман «Річкові заплави».
За часів династій Мін і Цін на зображення «шляхетних розбійників» було накладено заборону з тим, щоб описи фантастичних єдиноборств не збурювали душі підданих імператора. Друге життя жанр знайшов зі зникненням імператорського Китаю на початку XX століття.
Комуністична влада Китаю несхвально ставилися до авторів уся, зате в Тайвані та Гонконгу з 1960-ті по 1980-ті рр. уся розвинувся в один з найпопулярніших жанрів масової культури. На Заході перші шанувальники китайського фентезі з'явилися з публікацією перекладів творів гонконгського автора Цзінь Юна.
Останні роки XX і початок XXI ст. були ознаменовані появою відеоігор у жанрі уся («Jade Empire», «Dynasty Warriors»).
На сьогодні уся отримав велику популярність як жанр кіно та серіалів, і щороку в Китаї знімаються десятки костюмованих серіалів у жанрі уся. 